# Середня летальна доза
Середня летальна доза 50% ймовірності, ЛД50, LD50 (абревіатура від англ. Lethal Dose, 50% — смертельна доза 50 %) — це доза певного подразника (токсину, радіації чи патогену), яка потрібна для того, щоб вбити половину членів піддослідної популяції за певний термін. LD50 часто використовують як загальний індикатор токсичності речовини. Тест був створений J. W. Trevan у 1927 році.
Термін напівлетальна доза іноді використовується в цьому ж значенні, але зазвичай уникається через свою неоднозначність. LD50 зазвичай визначається за допомогою тестування на тваринах.
Величина LD50 має також дотичне поняття LC50 англ. lethal concentration, 50% — смертельної концентрації, що призводить до загибелі аналогічного відсотка піддослідних.

## Термінологія
ЛД50 зазвичай виражається як маса речовини на одиницю маси піддослідного примірника, зазвичай у міліграмах речовини на кілограм маси тіла, але іноді в нанограмах (наприклад, для ботуліну), мікрограмах або грамах (застосовне до парацетамолу) на кілограм маси тіла, залежно від токсичності речовини. Таким чином, це дозволяє порівняти відносну токсичність різних речовин для тварин різних розмірів (хоча токсичність не завжди залежить тільки від співвідношення з масою тіла).
Вибір для орієнтиру 50%-ї смертності дозволяє уникнути можливих неоднозначностей і спростити умови проведення експерименту. Таким чином це означає, що ЛД50 не є смертельною дозою для всіх особин: смерть деяких може бути викликана значно меншою дозою, тоді як інші виживуть за дозування значно вищого від ЛД50.
Летальна доза часто залежить від способу введення; так, більшість речовин менш токсичні, коли вводяться орально, ніж внутрішньовенно. У зв'язку з цим ЛД50 часто зазначається зі способом введення в організм.
Відносні величини ЛД50/30 або ЛД50/60 використовуються як дозування, яке знищить половину популяції за 30 або 60 днів відповідно (застосовне до випромінювань).
LCt50 — порівняльні вимірювання, які показують співвідношення смертельної дози до маси тіла, де C — концентрація, а t — час; зазвичай виражається в мг·хв/м³. LCt50 — доза, яка призведе до сильних залишкових пошкоджень швидше, ніж до смерті. Такі вимірювання часто використовуються, щоб визначити дієвість бойових отруйних речовин. Ідея концентрації-часу вперше була висунута Фріцем Габером і іноді називається «Законом Габера», який допускає, що вплив протягом 1 хвилини 100 мг речовини на 1 м² шкіри дорівнює впливу 10 мг речовини на 1 м² шкіри протягом 10 хвилин.
Деякі хімікати, як ціанистий водень, швидко знешкоджуються людським тілом, і до них незастосовний закон Габера. У таких випадках смертельна доза може бути дана як просто ЛК50 і супроводжуватися тривалістю впливу. У паспорті безпеки хімічної продукції часто використовується саме цей тип запису, навіть якщо до речовини застосовний закон Габера.
Для хвороботворних мікроорганізмів також є міра — середня інфекційна доза. ВД50 — число мікроорганізмів на особину, потрібне для зараження 50 % примірників (наприклад, 1200 мікроорганізмів на людину, орально). Через складність підрахунку фактичної кількості мікроорганізмів ВД може бути виражена в термінах біологічного аналізу. В біологічній зброї інфекційне дозування — кількість інфекційних доз за хвилину на кубічний метр (наприклад, ICt = 100 ВД50×1 хв/1 м³).

## Обмеження
Як міра токсичності ЛД50 дещо ненадійна, результати можуть значно відрізнятися в зв'язку з такими факторами, як генетичні відмінності видів випробовуваних тварин і спосіб уведення.
Через великі видові відмінності між видами, те, що є відносно безпечним для пацюків цілком може бути надзвичайно токсичним для людини (пор. Токсичність парацетамолу), і навпаки (шоколад нешкідливий для людини, але токсичний для багатьох тварин). Коли тестується отрута отруйних істот, наприклад змій, результати ЛД50 можуть ввести в оману через фізіологічні відмінності між мишами, пацюками і людьми. Багато отруйних змій пристосовані до мишей, і їхня отрута може бути адаптована спеціально для винищення мишей, тоді як мангусти можуть бути виключно стійкі до отруєння.

## Приклади
| Речовина                                                | Тварина, спосіб приймання             | ЛД50, г/кг     | Джерело |
| ------------------------------------------------------- | ------------------------------------- | -------------- | ------- |
| Вода                                                    | Пацюк, орально                        | >90            | [ 2 ]   |
| Сахароза                                                | Пацюк, орально                        | 29,7           |         |
| Глутамат натрію                                         | Пацюк, орально                        | 16,6           | [ 3 ]   |
| Вітамін C (L-Аскорбінова кислота)                       | Пацюк, орально                        | 11,9           | [ 4 ]   |
| Ціанурова кислота                                       | Пацюк, орально                        | 7,7            |         |
| Сульфід кадмію                                          | Пацюк, орально                        | 7,08           | [ 5 ]   |
| Етанол                                                  | Пацюк, орально                        | 7,06           |         |
| Натрію ізопропіл метилфосфонат (IMPA, метаболіт зарину) | Пацюк, орально                        | 6,86           | [ 6 ]   |
| Меламін                                                 | Пацюк, орально                        | 6              |         |
| Ціанурат меламіну                                       | Пацюк, орально                        | 4,1            |         |
| Молібдат натрію                                         | Пацюк, орально                        | 4              |         |
| Сіль кухонна                                            | Пацюк, орально                        | 3              | [ 7 ]   |
| Парацетамол (ацетамінофен)                              | Пацюк, орально                        | 1,944          |         |
| Тетрагідроканабінол (ТГК)                               | Пацюк, орально                        | 1,270          |         |
| Металічний миш'як                                       | Пацюк, орально                        | 0,763          |         |
| Хлорид алкілбензилдиметиламонію                         | Пацюк, орально                        | 0,3045         | [ 8 ]   |
| Кумарин (з китайського коричника та інших рослин)       | Пацюк, орально                        | 0,293          |         |
| Ацетилсаліцилова кислота (Аспірин)                      | Пацюк, орально                        | 0,2            |         |
| Кофеїн                                                  | Пацюк, орально                        | 0,192          | [ 9 ]   |
| Сульфід арсену(III)                                     | Пацюк, орально                        | 0,185          | [ 10 ]  |
| Нітрит натрію                                           | Пацюк, орально                        | 0,18           |         |
| Бісопролол                                              | Миша, орально                         | 0,1            |         |
| Хлорид кобальту(II)                                     | Пацюк, орально                        | 0,08           |         |
| Оксид кадмію                                            | Пацюк, орально                        | 0,072          |         |
| Флуорид натрію                                          | Пацюк, орально                        | 0,052          |         |
| Нікотин                                                 | Пацюк, орально Миша, орально          | 0,05 0,0033    | [ 11 ]  |
| Пентаборан                                              | Людина, орально                       | <0,05          |         |
| Капсаїцин                                               | Миша, орально                         | 0,0472         | [ 12 ]  |
| Хлорид ртуті(II)                                        | Пацюк, трансдермально                 | 0,041          |         |
| Діетиламід d-лізергінової кислоти (ЛСД)                 | Пацюк, внутрішньовенно                | 0,0165         |         |
| Оксид арсену (III)                                      | Пацюк, орально                        | 0,014          |         |
| Металічний миш'як                                       | Пацюк, внутрішньочеревно              | 0,013          |         |
| Ціанид натрію                                           | Пацюк, орально                        | 0,0064         |         |
| Синильна кислота (ціановодень)                          | Миша, перорально                      | 0,0035         |         |
| Білий фосфор                                            | Пацюк, орально                        | 0,00303        | [ 13 ]  |
| Ендрин                                                  | Людина, аерозоль, інгаляція           | 0,002          |         |
| Стрихнін                                                | Людина, орально                       | 0,001          |         |
| Кантаридин                                              | Людина, орально                       | 0,0005         |         |
| Афлатоксин B1                                           | Пацюк, орально                        | 0,00048        | [ 14 ]  |
| Отрута бразильського павука-солдата                     | Пацюк, підшкірно                      | 0,000134       |         |
| α-Аманітин                                              | Людина, орально                       | 0,0001         |         |
| Отрута тайпана Маккоя                                   | Пацюк, підшкірно                      | 0,000025       |         |
| Рицин                                                   | Пацюк, підшкірно Пацюк, орально       | 0,000022 0,02  | [ 15 ]  |
| 2,3,7,8-Тетрахлородибензодіоксин                        | Пацюк, орально                        | 0,00002        | [ 16 ]  |
| Зарин                                                   | Миша, підшкірна ін'єкція              | 0,0000172      | [ 17 ]  |
| VX                                                      | Людина, орально, інгаляція, підшкірно | 0,0000023      | [ 18 ]  |
| Батрахотоксин (з отрути дереволазів)                    | Людина, підшкірна ін'єкція            | 0,000002       | [ 19 ]  |
| Сакситоксин                                             | Людина, орально                       | 0,0000002      |         |
| Майтотоксин                                             | Миша, ректально                       | 0,00000013     | [ 20 ]  |
| Полоній                                                 | Людина, інгаляція                     | 0,00000001     |         |
| Ботулотоксин (Ботокс)                                   | Людина, орально, ін'єкція, інгаляція  | 0,000000001    | [ 21 ]  |
| Протактиній                                             | Людина, орально, інгаляція            | 0,000000000015 |         |

## Визначення значень ЛД50
ЛД50 (поряд з ЛД10, ЛД16, ЛД84 тощо) визначається методом:
- пробіт-аналізу[ru] в ході дослідження «гострої» токсичності тобто за одноразового уведення досліджуваної речовини, зазвичай, дрібним гризунам[22].
- статистично: зазвичай проводиться у випадках дослідження отруєння людей.

## Шкала отрут
Простий розрахунок -log LD50 кг/кг дає значення для шкали отрут.